# Inazuma Eleven GO Strikers 2013
Pour l'épisode précédent, voir Inazuma Eleven Strikers 2012 Xtreme.
Inazuma Eleven GO Strikers 2013 est un jeu vidéo de rôle développé et édité par Level-5 sur Wii sorti le 20 décembre 2012 au Japon.